# Operation Rädda Danmark

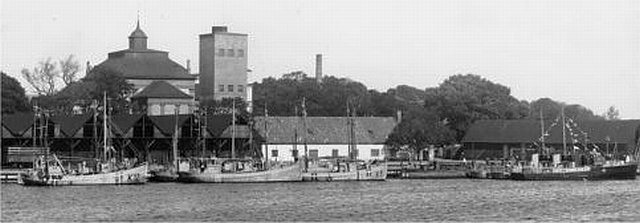
Im schwedischen Karlskrona lag die den Deutschen 1943 entkommene Dänische Rest-Flottille. Auch sie sollte 1945 an der schwedischen Invasion Dänemarks mitwirken.

Die Operation Rädda Danmark („Rettung Dänemarks“) war eine geplante, aber nie ausgeführte schwedische Militäroperation am Ende des Zweiten Weltkriegs. Der Plan war, schwedische Streitkräfte (zusammen mit dänischen Truppen der Zivilpolizei und der Danska brigaden) gemeinsam in Schweden während des Krieges zu schulen und während der ersten Hälfte des Jahres 1945 in das von der Wehrmacht besetzte Dänemark zu entsenden. Allerdings kapitulierte das Deutsche Reich, bevor der Plan in die Tat umgesetzt werden konnte. Strategisches Ziel war es, die Insel Bornholm und die dänischen Meerengen bei dem absehbaren Zusammenbruch des Deutschen Reiches zu besetzen und somit einer sowjetischen Besetzung zuvorzukommen. Im Falle Bornholms, das durch die Sowjetunion 1945 besetzt wurde, scheiterte dies.
Am 4. Mai 1945 hatte die schwedische Armee unter Generalmajor Carl August Ehrensvärd die letzten Entscheidungen über die geplante schwedische Invasion im östlichen Dänemark getroffen. Die Planung hatte schon während der Weihnachtszeit 1943 begonnen. Die Invasion sollte gleichzeitig mit dem alliierten Angriff auf das deutsch besetzte Westdänemark gestartet werden. Eine Woche zuvor hatte der amerikanische Generalmajor der United States Army Air Forces und stellvertretende Befehlshaber des U.S. Strategic Headquarters in Europe, Frederick L. Anderson, Schweden besucht und mit Per Albin Hansson Gespräche zu den Plänen geführt.
Die geplante Operation Rädda Danmark bestand aus zwei Teiloperationen, Rädda Själland (Rettung Seelands) und Rädda Bornholm (Rettung Bornholms). Seeland ist die große Insel im östlichen Dänemark, auf der unter anderem Kopenhagen liegt, und Bornholm ist eine kleine Insel südlich von Schweden.
Um in der Lage zu sein, die Operation durchzuführen, waren gemäß der Planung 1.158 überwiegend kleinere Truppentransporter und etwa 100 Marineschiffe nötig. Von der schwedischen Seite sollte die Invasion durch drei Großverbände von Divisionsstärke durchgeführt werden. Das dafür vorgesehene Armeekorps sollte aus der Ersten und Neunten Division und der Siebten Motorisierten Brigade sowie der Achten Panzerbrigade bestehen. Dazu kamen zahlreiche kleinere Einheiten und etwa 4.000 dänische Soldaten, die in Schweden ausgebildet worden waren. Insgesamt handelte es sich um rund 60.000 Soldaten mit etwa 6.000 Fahrzeugen. Dazu kam das benötigte Personal der schwedischen Marine und Luftwaffe.
Die deutschen Besatzungstruppen auf Seeland bestanden aus etwa 28.000 Soldaten, die die Häfen zur Sprengung vorbereitet hatten. In Helsingør gab es ein Schiff, das die Aufgabe hatte, den Hafen zu blockieren. Auch im Hafen von Kopenhagen war eine ähnliche Blockade geplant. Die deutschen Seestreitkräfte in Kopenhagen bestanden unter anderem aus den Kreuzern Prinz Eugen und Nürnberg, vier Zerstörern und diversen Minensuch- und Patrouillenbooten.
Die schwedischen und dänischen Truppenaufstellungen in Schonen hatten bereits begonnen und der frühestmögliche Termin für die Invasion wurde auf den 18. Mai 1945 terminiert. Die erste Welle, die mit einem Überraschungsangriff in der Region Helsingør beginnen sollte, sollte aus 6.000 Mann bestehen. An der Küste Schonens war schwere Küstenartillerie (21 und 15 cm) zur Feuerunterstützung bereitgestellt. Des Weiteren sollten die Kriegsschiffe der schwedische Marine Oscar II und Tapperheten Feuerunterstützung leisten. Die schwedische Luftwaffe war in Schonen zur taktischen Luftunterstützung bereitgestellt worden.